# Gran Premio motociclistico della Germania Est 1970
Il Gran Premio motociclistico della Germania Est fu il settimo appuntamento del motomondiale 1970.
Si svolse l'11 e 12 luglio 1970 (l'11 si svolse la gara della 50; il 12 le altre gare) presso il Sachsenring, alla presenza di 250.000 spettatori. Durante le prove si registrarono delle proteste da parte dei corridori per gli scarsi premi di partenza.
In 350 e 500 Giacomo Agostini ottenne ancora una doppietta, avendo come principale avversario Renzo Pasolini (2° in 350 e ritirato in 500).
Nella gara della 250 Rodney Gould ottenne la sua terza vittoria consecutiva, davanti a Silvio Grassetti, ingaggiato per l'occasione dalla MZ. Ritirato Kel Carruthers, autore del giro più veloce.
In 125 la lotta tra Ángel Nieto e Dieter Braun si risolse all'ultima curva a favore dello spagnolo, fischiato dal pubblico della DDR.
Nella gara della 50, seconda vittoria consecutiva per l'olandese della Jamathi Aalt Toersen sul connazionale della Kreidler Jos Schurgers e su Nieto.

## Classe 500
34 piloti alla partenza, 18 al traguardo.

### Arrivati al traguardo
| Pos. | Pilota               | Moto          | Tempo        | Punti |
| ---- | -------------------- | ------------- | ------------ | ----- |
| 1    | Giacomo Agostini     | MV Agusta     | 1h 03' 45" 1 | 15    |
| 2    | John Dodds           | LinTo         | +3' 10" 4    | 12    |
| 3    | Martin Carney        | Kawasaki      | +1 giro      | 10    |
| 4    | Alan Barnett         | Seeley        |              | 8     |
| 5    | Christian Ravel      | Kawasaki      |              | 6     |
| 6    | Billie Nelson        | Paton         |              | 5     |
| 7    | Eric Offenstadt      | Kawasaki      |              | 4     |
| 8    | Dave Simmonds        | Kawasaki      |              | 3     |
| 9    | Godfrey Nash         | Tickle Norton |              | 2     |
| 10   | Tommy Robb           | Seeley        |              | 1     |
| 11   | Werner Bergold       | LinTo         |              |       |
| 12   | Jack Findlay         | Seeley-Suzuki |              |       |
| 13   | Sven-Olov Gunnarsson | Kawasaki      |              |       |
| 14   | Jean Campiche        | Honda         |              |       |
| 15   | Ginger Molloy        | Kawasaki      |              |       |
| 16   | Terry MacDonald      | Matchless     |              |       |
| 17   | Franco Trabalzini    | Paton         |              |       |
| 18   | Árpád Juhos          | Matchless     |              |       |

## Classe 350
27 piloti alla partenza, 14 al traguardo.

### Arrivati al traguardo
| Pos | Pilota           | Moto      | Tempo     | Punti |
| --- | ---------------- | --------- | --------- | ----- |
| 1   | Giacomo Agostini | MV Agusta | 54' 39" 6 | 15    |
| 2   | Renzo Pasolini   | Benelli   | +22" 5    | 12    |
| 3   | Kel Carruthers   | Yamaha    | +3' 00"   | 10    |
| 4   | Billie Nelson    | Yamaha    | +1 giro   | 8     |
| 5   | Kent Andersson   | Yamaha    | +1 giro   | 6     |
| 6   | Jack Findlay     | Yamaha    | +1 giro   | 5     |
| 7   | Karl Hoppe       | Yamaha    | +1 giro   | 4     |
| 8   | Alan Barnett     | Aermacchi | +1 giro   | 3     |
| 9   | Franz Kroon      | Yamaha    | +1 giro   | 2     |
| 10  | Pentti Lehtelä   | Yamaha    | +2 giri   | 1     |

## Classe 250
37 piloti alla partenza, 23 al traguardo.

### Arrivati al traguardo
| Pos | Pilota              | Moto   | Tempo     | Punti |
| --- | ------------------- | ------ | --------- | ----- |
| 1   | Rodney Gould        | Yamaha | 48' 00"   | 15    |
| 2   | Silvio Grassetti    | MZ     | +16"      | 12    |
| 3   | Kent Andersson      | Yamaha | +16" 9    | 10    |
| 4   | Jarno Saarinen      | Yamaha | +21" 6    | 8     |
| 5   | Günter Bartusch     | MZ     | +1' 00" 9 | 6     |
| 6   | Gyula Marsovszky    | Yamaha | +1' 08" 6 | 5     |
| 7   | Theo Bult           | Yamaha | +1' 09" 7 | 4     |
| 8   | László Szabó        | MZ     | +1' 13" 5 | 3     |
| 9   | Börje Jansson       | Yamaha | +1' 55" 1 | 2     |
| 10  | Heinrich Rosenbusch | Yamaha | +1' 56" 1 | 1     |

## Classe 125
39 piloti alla partenza, 25 al traguardo.

### Arrivati al traguardo
| Pos | Pilota           | Moto     | Tempo     | Punti |
| --- | ---------------- | -------- | --------- | ----- |
| 1   | Ángel Nieto      | Derbi    | 50' 34" 1 | 15    |
| 2   | Dieter Braun     | Suzuki   | +00" 5    | 12    |
| 3   | Börje Jansson    | Maico    | +1' 15"   | 10    |
| 4   | Dave Simmonds    | Kawasaki | +1' 20" 7 | 8     |
| 5   | Aalt Toersen     | Suzuki   | +1' 27"   | 6     |
| 6   | Hartmut Bischoff | MZ       | +3' 08" 6 | 5     |
| 7   | José Peón        | MZ       | +3' 09" 3 | 4     |
| 8   | Roland Rentzsch  | MZ       | +3' 10" 5 | 3     |
| 9   | Ingo Köppe       | MZ       | +3' 24" 1 | 2     |
| 10  | Wolfgang Rösch   | MZ       | +3' 29" 3 | 1     |

## Classe 50
27 piloti alla partenza, 21 al traguardo.

### Arrivati al traguardo
| Pos | Pilota             | Moto     | Tempo     | Punti |
| --- | ------------------ | -------- | --------- | ----- |
| 1   | Aalt Toersen       | Jamathi  | 27' 18" 7 | 15    |
| 2   | Jos Schurgers      | Kreidler | +13" 2    | 12    |
| 3   | Ángel Nieto        | Derbi    | +14" 2    | 10    |
| 4   | Martin Mijwaart    | Jamathi  | +16" 6    | 8     |
| 5   | Jan de Vries       | Kreidler | +18" 9    | 6     |
| 6   | Rudolf Kunz        | Kreidler | +18" 9    | 5     |
| 7   | Luigi Rinaudo      | Tomos    | +2' 31" 5 | 4     |
| 8   | Harald Bartol      | Kreidler | +2' 53" 1 | 3     |
| 9   | Ryszard Mankiewicz | Kreidler | +2' 53" 5 | 2     |
| 10  | Gernot Weser       | Kreidler | +4' 04" 4 | 1     |

## Fonti e bibliografia
- Motociclismo, settembre 1970.